# Omar Mancilla
Omar Mancilla (n. Tumaco, Nariño; 5 de octubre de 1994) es un futbolista colombiano. Juega de defensa central y su actual equipo es Atlético Santo Domingo de la Serie B de Ecuador.

## Trayectoria

### Deportivo Pasto
Empezó en las categorías menores del Deportivo Pasto a los 14 años. Debutó en el primer equipo en la Copa Colombia el 9 de marzo de 2011, con 16 años. Semanas después debutó en el Torneo de Ascenso del 2011 junto a otros siete canteranos enfrentando a Real Santander. El partido terminó 0-0.
Su Primer gol se lo convirtió al Atlético Nacional  el 22 de febrero de 2015 el partido terminó 2-1 a favor del equipo volcánico.

## Selección Colombia
Omar fue citado por primera vez a una seleccionado juvenil en octubre del 2010, Ramiro Viáfara seleccionador Sub-17 le llamó para un micro-ciclo de preparación donde afrontó un partido amistoso con el seleccionado de Estados Unidos. 
En junio del 2012 se dio su segundo llamado, el técnico de las selecciones juveniles Carlos Restrepo lo llamó para formar parte de un micro-siclo de preparación de la Selección Sub-20 junto a otro canterano del Deportivo Pasto Kévin Rendón.
En agosto del 2012 fue convocado nuevamente para un torneo amistoso internacional en Perú con miras a la preparación del Sudamericano juvenil Sub-20 de Argentina.

## Clubes
| Club                   | País      | Año           |
| ---------------------- | --------- | ------------- |
| Deportivo Pasto        | Colombia  | 2011-2015     |
| Llaneros de Guanare    | Venezuela | 2019          |
| Atlético Santo Domingo | Ecuador   | 2020-presente |

## Palmarés

### Campeonatos nacionales
| Título    | Club            | País     | Año  |
| --------- | --------------- | -------- | ---- |
| Primera B | Deportivo Pasto | Colombia | 2011 |